# Ribauè
Ribauè ist ein Ort im nordöstlichen Bereich der Provinz Nampula im ostafrikanischen Staat Mosambik. Ribaué ist Hauptort des gleichnamigen Distriktes.

## Wirtschaft und Infrastruktur
Ribaué ist mit der Provinzhauptstadt Nampula über die Schiene und durch die Straße EN8 verbunden. Die Straße führt von Nacala über Nampula, Lapala und Namecuna nach Cuamba.

## Söhne und Töchter
- Osório Citora Afonso (* 1972), Ordensgeistlicher, Bischof von Quelimane